# Origine de l'eau sur la Terre
Pour un article plus général, voir eau.

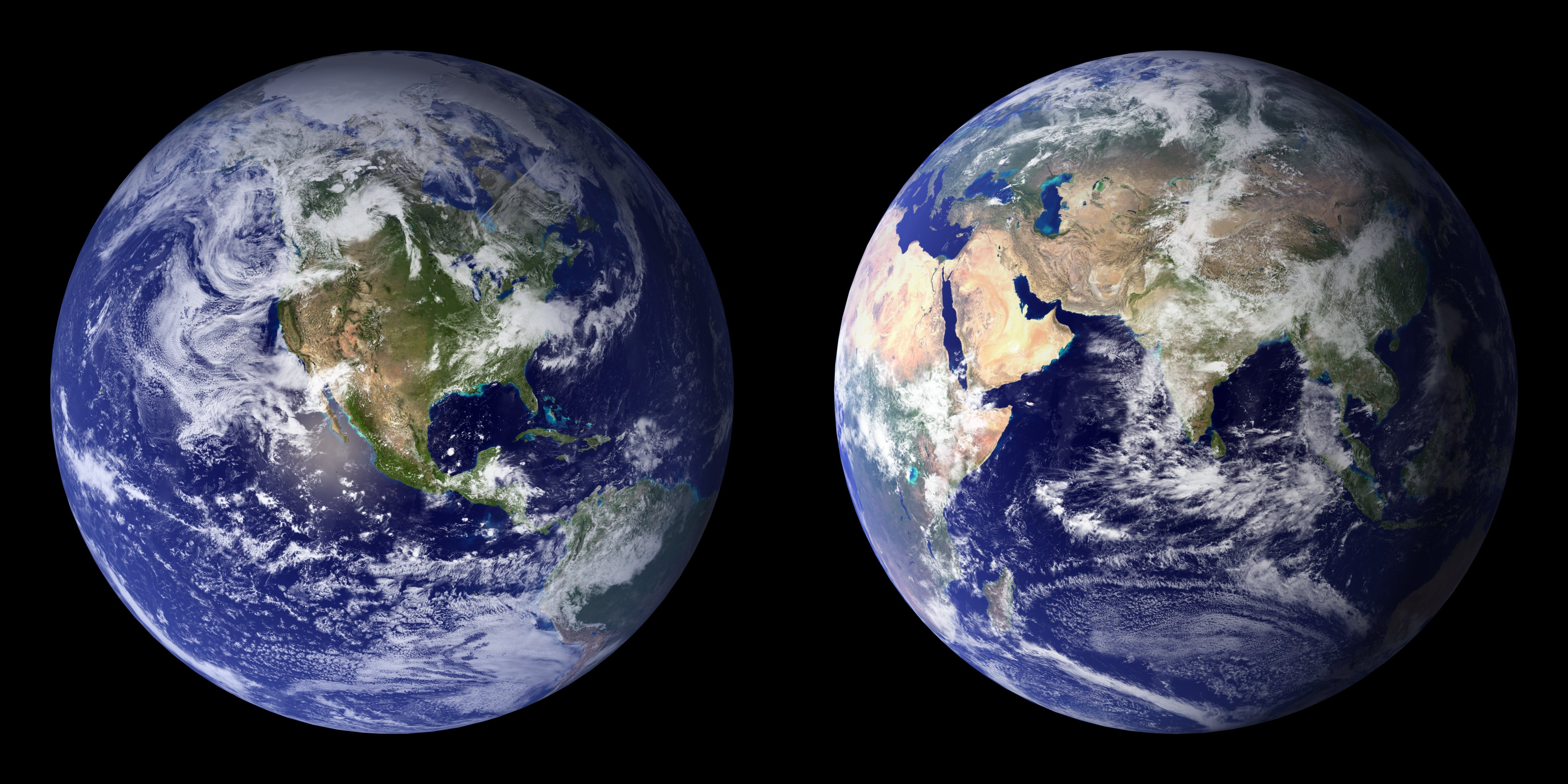
Les eaux couvrent plus des deux tiers de la surface terrestre. L'équivalent de deux à trois voire jusqu'à dix océans planétaires pourraient être emprisonnés dans l'intérieur de la Terre.

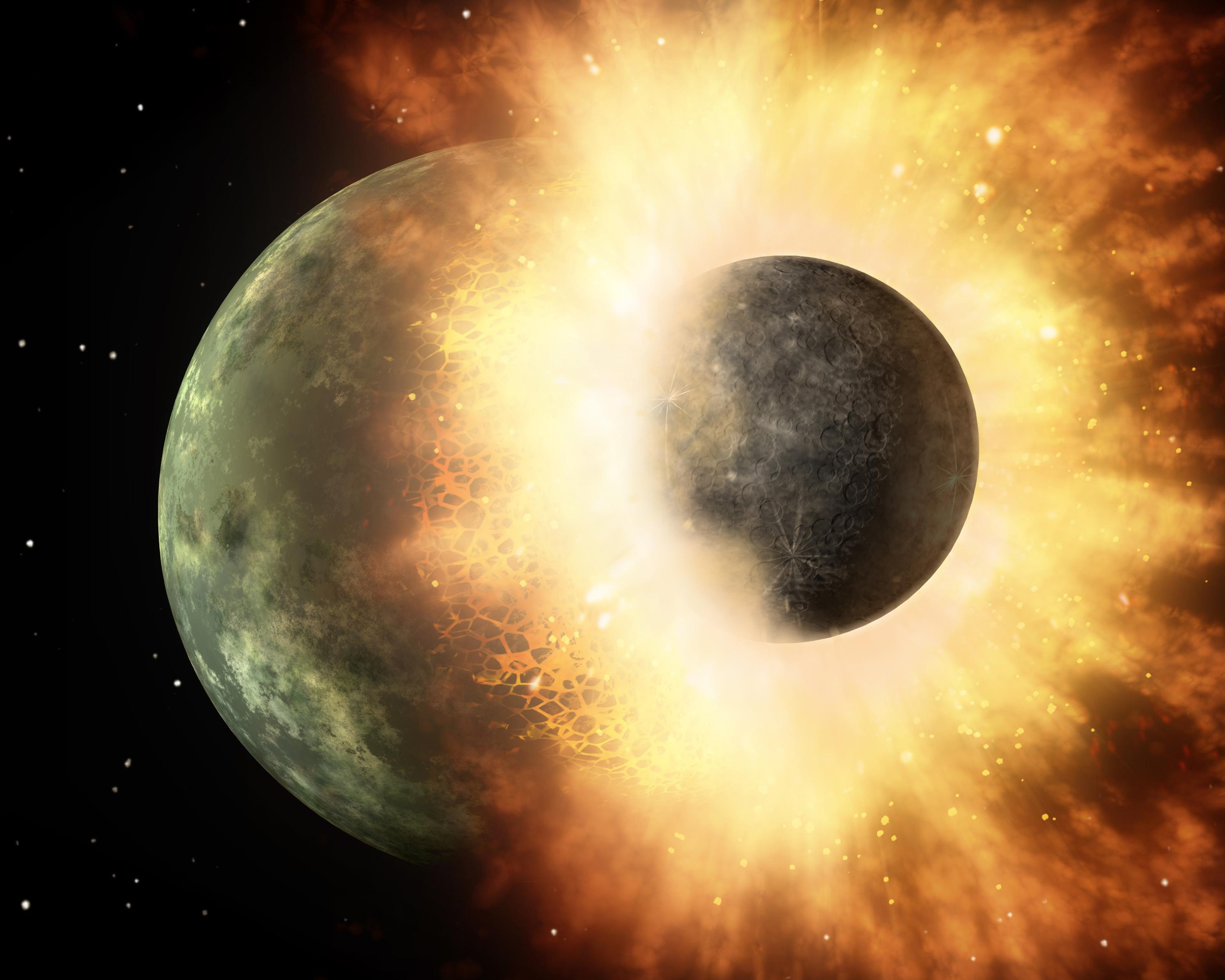
70 à 95 % de l'eau de la Terre daterait d'avant la formation de la Lune issue de l'impact de Théia sur la Terre. Cet impact aurait entraîné la volatilisation d'une partie de l'eau déjà formée mais la majorité serait restée condensée, ce qui impliquerait que seulement de 5 à 30 % de l'eau de la Terre provienne d'un apport extra-terrestre (comètes et météorites) ultérieur.

L’origine de l'eau sur Terre fait l'objet d'un débat scientifique qui repose principalement sur deux hypothèses concurrentes, une source interne et une source externe.
La première suggère que l'eau et les autres volatils terrestres sont dérivés du dégazage de l'intérieur de la Terre au moment de sa formation il y a 4,55 milliards d'années.
La seconde suggère un apport tardif de l'eau, durant les dernières phases d'accrétion de la Terre, par des petits corps planétaires chondritiques (comètes et météorites) relativement riches en eau.
De nos jours, environ 70,9 % de la surface de la Terre sont recouverts d'eau. Malgré cela, le volume d'eau présent sur Terre n'est que de 0,12% de son volume total et 0,02% de sa masse, ce qui fait de la Terre la planète la plus "sèche" du système solaire et de loin. Cette caractéristique rend difficile de départager les hypothèses, car beaucoup de scénarios sont compatibles avec cette faible quantité relative d'eau.
Le débat actuel porte sur l'apport relatif de chaque source.

## Les différentes hypothèses

### Eléments objectifs et contraintes
Aujourd’hui encore, les scientifiques ne sont pas unanimes quant à l’origine de l’eau sur Terre, principalement présente actuellement (et depuis des milliards d'années) dans ses océans. Les océans se seraient individualisés il y a 4,4 milliards d'années. L’étude de zircons très anciens permet de mettre en évidence qu’ils ont été en contact avec de l’eau liquide. C’est-à-dire que de l’eau liquide existait à la surface de la jeune Terre il y a 4 404 ± 8 Ma. Ces études mettent en évidence la présence d’une jeune hydrosphère mais aussi un environnement caractérisé par des températures autorisant l’existence d’eau liquide (théorie de la « cool early Earth »). Certaines études sur les échantillons de roches lunaires et terrestres concluent à une limitation des apports extérieurs en eau, et notamment de l'impact de Théia, de l'ordre de 5 à 30 %, d'autres considèrent que la majorité de l'eau provient de cet impacteur.
Les différentes hypothèses doivent se conformer à ces éléments.

### Hypothèses exogènes
- L’hypothèse la plus prisée des scientifiques est actuellement celle des chondrites carbonées qui sont arrivées sur Terre à la fin de l’accrétion et qui transportaient de l’eau, modélisé par le scénario du Grand Tack. Elle s'explique par une corrélation des rapports isotopiques proches entre l'eau de la Terre et celle des chondrites carbonées, même si la possible altération de ces rapports est sujette à discussion[10].
- L’eau pourrait provenir des comètes, qui, après la période d’accrétion, se sont écrasées sur Terre. En effet, les comètes sont des corps célestes issus de la ceinture d'Edgeworth-Kuiper ou du nuage d'Oort ; elles ont un diamètre en général inférieur à 20 kilomètres, et sont composées à ~80 % de glace. Les premières mesures du rapport D/H dans la queue des comètes ont d'abord laissé penser que l'apport cométaire est faible et qu'une faible partie seulement (≈ 10 %) proviendrait de cométésimaux de la région Uranus-Neptune et de la ceinture d'Edgeworth-Kuiper[11]. Le rapport D/H des comètes hyperactives comme 46P/Wirtanen est cependant voisin de celui des océans terrestres, et le rapport D/H des comètes est d'autant plus proche de celui de la Terre que ces comètes sont actives. Plusieurs hypothèses peuvent rendre compte de cette corrélation, mais de toute façon elle relance la théorie selon laquelle la majeure partie de l'eau terrestre proviendrait des comètes[12],[13].
- Une autre hypothèse, plus minoritaire, invoque l'apport d'eau par les micrométéorites, dont le diamètre est de l’ordre du micromètre mais qui sont très fréquentes[14].
- En 2024, une nouvelle théorie évoque la formation d'un disque de vapeur d'eau lorsque la lumière solaire a atteint les astéroïdes sur laquelle elle était contenue sous forme de glace, et qu'elle ait ensuite été capturée par la Terre[15],[16].

### Hypothèses endogènes
- Une nouvelle hypothèse émise en 2020 se fonde sur la teneur en eau des chondrites à enstatite, des météorites rares mais d'une composition chimique proche de celle de la terre. Selon cette théorie, la majorité de l’eau aujourd’hui présente sur Terre y serait depuis l’origine[17],[18],[19].
- L'eau pourrait également être issue de la nébuleuse protosolaire, avoir ensuite été stockée à l'intérieur lors de la formation de la planète[20] puis relâchée par dégazage[21] des magmas (contenant de l’eau liée aux silicates des minéraux hydratés et des gaz emprisonnés dont l'hydrogène et l'oxygène)[22]. Depuis 2014, on pointe essentiellement une zone de roches principalement constituées de ringwoodite, entre 525  et   660 km de profondeur, qui pourrait contenir plusieurs fois le volume des océans actuels[23],[24].

## Une combinaison de facteurs?
Pourtant, de récentes découvertes semblent suggérer aux scientifiques qu’il n’y aurait pas un seul, mais au moins deux phénomènes à l’origine de l’eau. En effet, en évaluant le rapport du deutérium sur l’hydrogène présents dans la comète de Halley grâce aux mesures de la sonde Giotto et en comparant ce rapport avec celui mesuré sur Terre, les astrophysiciens ont constaté une différence qui les a poussés à penser que l’eau ne provenait pas uniquement d’impacts météoritiques ou cométaires, comme certains le pensaient, mais qu’elle provenait aussi d’une autre source, sûrement l’eau du dégazage du globe. En effet, ils ont obtenu un rapport D/H de quelque 3 × 10−4 pour les comètes, contre 1,5 × 10−4 dans les océans terrestres.
Mais, par quelque moyen que ce soit, l’eau, une fois arrivée sur Terre, sous forme gazeuse ou solide selon les cas énoncés, s’est, dans l’hypothèse des météorites et des comètes, évaporée à cause des conditions de température lors des impacts ; elle a été ensuite retenue par l’atmosphère protectrice. Dans l’hypothèse du dégazage, l’énergie fournie par la Terre a entrainé un volcanisme important qui a permis à l’eau de s’échapper du manteau terrestre. Puis, la température diminuant, la vapeur d’eau présente dans l’atmosphère qui a été à l’origine d’une couche nuageuse épaisse autour de la planète, s’est peu à peu condensée. Aussi, pendant des millions d’années, un déluge de pluies torrentielles, chaudes et acides, s’est abattu sur Terre, responsable de l’apparition des océans. Une bonne partie du CO2 « initial » a dû être capté dans les roches, altérées par l'acidité de l'eau, sous forme des premiers carbonates. Puis, le climat a dû se stabiliser, ces océans se sont maintenus et après que la vie est apparue, la photosynthèse a contribué à la diminution du taux de CO2. La température a continué à diminuer de telle sorte que l’eau sous forme de glace a pu enfin se maintenir sur Terre. Ainsi l’eau était désormais présente sous ses trois états.